# Estación Manquimávida
Manquimávida es una estación ubicada en la comuna de Chiguayante, perteneciente a la Línea 1 (L1) del Biotrén. 

## Historia
Fue parte de la segunda generación de estación del Biotrén inauguradas en 2001, que poseía un andén con refugios sin boletería ni confinamiento. Su ubicación queda en Avenida Libertador Bernardo O'Higgins con calle Manquimávida. Cercana a esta estación se encuentra la Escuela Madre Paulina, fundada en 1999.

## Servicios

### Actuales
Desde la década de 1990 la estación presta servicios entre Talcahuano, Concepción y Laja. Es para el 1 de mayo de 2008 que inician los servicios del actual tren Talcahuano-Laja. El servicio presta ocho servicios diarios.